# Coelichneumon citimus
Coelichneumon citimus là một loài tò vò trong họ Ichneumonidae.